# Waukon
Waukon é uma cidade localizada no estado americano de Iowa, no Condado de Allamakee.

## Demografia
Segundo o censo americano de 2000, a sua população era de 4131 habitantes.
Em 2006, foi estimada uma população de 4028, um decréscimo de 103 (-2.5%).

## Geografia
De acordo com o United States Census Bureau tem uma área de
7,6 km², dos quais 7,6 km² cobertos por terra e 0,0 km² cobertos por água. Waukon localiza-se a aproximadamente 377 m acima do nível do mar.

## Localidades na vizinhança
O diagrama seguinte representa as localidades num raio de 24 km ao redor de Waukon.